# Plautius Lateranus
Plautius Lateranus († 65 in Rom) war ein römischer Senator der frühen Kaiserzeit. Der Grund, auf dem später der Lateran entstand, gehörte seiner Familie.
Lateranus, ein Mitglied der gens Plautia, war ein Neffe des ersten Statthalters von Britannien, Aulus Plautius. Wahrscheinlich war Quintus Plautius, der im Jahr 36 das Konsulat bekleidete, sein Vater. Über seine Ämterlaufbahn ist wenig bekannt, er spielte allerdings eine Rolle in zwei bedeutenden Skandalen im Rom des 1. Jahrhunderts.
Dem Geschichtsschreiber Tacitus zufolge war Lateranus einer der zahlreichen Liebhaber der Kaisergattin Messalina. Deren Ehemann Claudius ließ ihn im Jahr 48 – anders als andere Bettgenossen seiner Ehefrau wie etwa Mnester – aufgrund der großen Verdienste seines Onkels nicht hinrichten, sondern nur aus dem Senat ausschließen. Nero, der Adoptivsohn und Nachfolger des Claudius, ließ Lateranus zu Beginn seiner Regierungszeit, im Jahr 55, als Geste des Wohlwollens gegenüber den Senatoren wieder in das Gremium aufnehmen.
Als designierter Konsul gehörte Lateranus im Jahr 65 zu den führenden Köpfen der pisonischen Verschwörung. Er sollte sich Nero als Bittsteller nähern und diesen dann zu Boden ziehen und festhalten, damit seine Mitverschwörer ihn töten konnten. Die Verschwörung wurde jedoch aufgedeckt und die daran Beteiligten (aber auch Unbeteiligte, die wie Seneca den Unwillen des Kaisers erregt hatten) streng bestraft. Lateranus wurde, ohne dass er sich von seiner Familie verabschieden konnte, zu einer Hinrichtungsstätte für Sklaven gebracht und dort enthauptet.
Lateranus wird von Juvenal in einer Satire als grobschlächtiger Nichtsnutz gezeichnet, der mit seinem Wagen durch Rom rast und sich in Spelunken herumtreibt. Dort, wo sich sein Palast befand, wurde im 4. Jahrhundert die Lateranbasilika errichtet.